# Bahnstrecke Léaz–Saint-Gingolph
| Anfang des stillgelegten Betriebsteils bei Évian-les-Bains |                                 |                                                            |                                                            |
| Streckennummer (SNCF): | 892 000                         |                                                            |                                                            |
| Kursbuchstrecke (SNCF): | 517 (Annemasse–Évian-les-Bains) |                                                            |                                                            |
| Streckenlänge: | 89,87 km                        |                                                            |                                                            |
| Spurweite: | 1435 mm (Normalspur)            |                                                            |                                                            |
| Stromsystem: | 25 kV 50 Hz ~                   |                                                            |                                                            |
| Maximale Neigung: | 18 ‰                            |                                                            |                                                            |
| |                                 |                                                            |                                                            |
| \| \| \| von Lyon \| \| \| \| 139,49 \| Bif de Genève \| Bif de Genève \| \| \| 139,80 \| Longeray – Léaz Keilbahnhof \| 382 m \| \| \| \| nach Genève \| \| \| \| 140,15 \| Viaduc de Longeray (Rhone; 182 m) \| Viaduc de Longeray (Rhone; 182 m) \| \| \| 140,34 \| bis 2014 Systemwechsel 1,5 kV–25 kV \| bis 2014 Systemwechsel 1,5 kV–25 kV \| \| \| 140,58 \| Entremont (330 m) \| Entremont (330 m) \| \| \| 142,85 \| Chevrier – Vulbens \| 426 m \| \| \| 147,09 \| Valleiry \| 472 m \| \| \| 152,39 \| Viry \| 483 m \| \| \| 157,28 \| Aire (9 m) \| Aire (9 m) \| \| \| 157,54 \| Saint-Julien-en-Genevois \| 461 m \| \| \| 158,49 \| A 401 \| A 401 \| \| \| 160,93 \| Archamps – Collonges-sous-Salève \| 498 m \| \| \| 161,98 \| Le Bas-de-Collonges \| Le Bas-de-Collonges \| \| \| 165,92 \| Bossey – Veyrier \| 432 m \| \| \| 167,29 \| A 40 (44 m) \| A 40 (44 m) \| \| \| 170,41 \| A 40 (39 m) \| A 40 (39 m) \| \| \| \| von Annecy L 2 L 3 \| \| \| \| 170,49 \| Étrembières – Salève \| 409 m \| \| \| 170,65 \| Arve (67 m) \| Arve (67 m) \| \| \| \| von Genève-Cornavin L 1 L 2 L 3 \| \| \| \| 172,72 \| Annemasse Fahrtrichtungswechsel L 2 L 3 \| 435 m \| \| \| 178,98 \| Saint-Cergues – Les Voirons \| 496 m \| \| \| 182,53 \| Machilly \| 525 m \| \| \| 186,60 \| Bons-en-Chablais \| 549 m \| \| \| 192,96 \| Perrignier \| 530 m \| \| \| 196,15 \| Allinges – Mésinges \| 490 m \| \| \| 199,53 \| Viaduc de Marclaz (61 m) \| Viaduc de Marclaz (61 m) \| \| \| 202,74 \| Thonon-les-Bains \| 436 m \| \| \| 205,47 \| Anschluss Industriegebiet Vongy \| Anschluss Industriegebiet Vongy \| \| \| 205,71 \| Dranse (45 m) \| Dranse (45 m) \| \| \| 206,34 \| Anschluss Evian \| Anschluss Evian \| \| \| 209,28 \| Amphion-les-Bains \| 413 m \| \| \| 211,37 \| Évian-les-Bains Endpunkt L 1 \| 411 m \| \| \| ~212,10 \| Funiculaire d’Évian-les-Bains \| Funiculaire d’Évian-les-Bains \| \| \| 212,57 \| Les Bains d’Évian \| 427 m \| \| \| 218,06 \| Lugrin – Tour-Ronde \| 384 m \| \| \| 221,83 \| Tunnel des Croisettes (218 m) \| Tunnel des Croisettes (218 m) \| \| \| 222,85 \| Meillerie \| 396 m \| \| \| 223,06 \| Tunnel de la Balme (806 m) \| Tunnel de la Balme (806 m) \| \| \| 225,52 \| Viaduc du Locum (14 m) \| Viaduc du Locum (14 m) \| \| \| 227,00 \| Viaduc du Trélon (40 m) \| Viaduc du Trélon (40 m) \| \| \| 228,92 \| Saint-Gingolph (Frankreich) \| 394 m \| \| \| \| \| \| \| \| 229,36 \| Viaduc de la Morge (34 m); Staatsgrenze Frankreich–Schweiz \| Viaduc de la Morge (34 m); Staatsgrenze Frankreich–Schweiz \| \| \| \| \| \| \| \| \| Saint-Gingolph (Schweiz) \| \| \| \| \| nach Saint-Maurice \| \| |                                 |                                                            |                                                            |
| Strecke |                                 | von Lyon                                                   | von Lyon                                                   |
| Blockstelle | 139,49                          | Bif de Genève                                              | Bif de Genève                                              |
| ehemaliger Bahnhof | 139,80                          | Longeray – Léaz Keilbahnhof                                | 382 m                                                      |
| Abzweig geradeaus und nach links |                                 | nach Genève                                                | nach Genève                                                |
| Brücke über Wasserlauf | 140,15                          | Viaduc de Longeray (Rhone; 182 m)                          | Viaduc de Longeray (Rhone; 182 m)                          |
| ehemaliger Kilometer-Wechsel | 140,34                          | bis 2014 Systemwechsel 1,5 kV–25 kV                        | bis 2014 Systemwechsel 1,5 kV–25 kV                        |
| Tunnel | 140,58                          | Entremont (330 m)                                          | Entremont (330 m)                                          |
| ehemaliger Haltepunkt / Haltestelle | 142,85                          | Chevrier – Vulbens                                         | 426 m                                                      |
| Bahnhof | 147,09                          | Valleiry                                                   | 472 m                                                      |
| Dienststation / Betriebs- oder Güterbahnhof | 152,39                          | Viry                                                       | 483 m                                                      |
| Brücke über Wasserlauf | 157,28                          | Aire (9 m)                                                 | Aire (9 m)                                                 |
| Bahnhof | 157,54                          | Saint-Julien-en-Genevois                                   | 461 m                                                      |
| Strecke mit Straßenbrücke | 158,49                          | A 401                                                      | A 401                                                      |
| ehemaliger Bahnhof | 160,93                          | Archamps – Collonges-sous-Salève                           | 498 m                                                      |
| ehemaliger Haltepunkt / Haltestelle | 161,98                          | Le Bas-de-Collonges                                        | Le Bas-de-Collonges                                        |
| Dienststation / Betriebs- oder Güterbahnhof | 165,92                          | Bossey – Veyrier                                           | 432 m                                                      |
| Brücke | 167,29                          | A 40 (44 m)                                                | A 40 (44 m)                                                |
| Brücke | 170,41                          | A 40 (39 m)                                                | A 40 (39 m)                                                |
| Abzweig geradeaus und von rechts |                                 | von Annecy L 2 L 3                                         | von Annecy L 2 L 3                                         |
| ehemaliger Haltepunkt / Haltestelle | 170,49                          | Étrembières – Salève                                       | 409 m                                                      |
| Brücke über Wasserlauf | 170,65                          | Arve (67 m)                                                | Arve (67 m)                                                |
| Abzweig geradeaus und von links |                                 | von Genève-Cornavin L 1 L 2 L 3                            | von Genève-Cornavin L 1 L 2 L 3                            |
| Bahnhof | 172,72                          | Annemasse Fahrtrichtungswechsel L 2 L 3                    | 435 m                                                      |
| ehemaliger Haltepunkt / Haltestelle | 178,98                          | Saint-Cergues – Les Voirons                                | 496 m                                                      |
| Haltepunkt / Haltestelle | 182,53                          | Machilly                                                   | 525 m                                                      |
| Haltepunkt / Haltestelle | 186,60                          | Bons-en-Chablais                                           | 549 m                                                      |
| Haltepunkt / Haltestelle | 192,96                          | Perrignier                                                 | 530 m                                                      |
| ehemaliger Haltepunkt / Haltestelle | 196,15                          | Allinges – Mésinges                                        | 490 m                                                      |
| Brücke über Wasserlauf | 199,53                          | Viaduc de Marclaz (61 m)                                   | Viaduc de Marclaz (61 m)                                   |
| Bahnhof | 202,74                          | Thonon-les-Bains                                           | 436 m                                                      |
| Abzweig geradeaus und nach links | 205,47                          | Anschluss Industriegebiet Vongy                            | Anschluss Industriegebiet Vongy                            |
| Brücke über Wasserlauf | 205,71                          | Dranse (45 m)                                              | Dranse (45 m)                                              |
| Blockstelle | 206,34                          | Anschluss Evian                                            | Anschluss Evian                                            |
| ehemaliger Haltepunkt / Haltestelle | 209,28                          | Amphion-les-Bains                                          | 413 m                                                      |
| Kopfbahnhof Strecke ab hier außer Betrieb | 211,37                          | Évian-les-Bains Endpunkt L 1                               | 411 m                                                      |
| Kreuzung mit U-Bahn geradeaus oben (Strecken außer Betrieb) | ~212,10                         | Funiculaire d’Évian-les-Bains                              | Funiculaire d’Évian-les-Bains                              |
| Haltepunkt / Haltestelle (Strecke außer Betrieb) | 212,57                          | Les Bains d’Évian                                          | 427 m                                                      |
| Haltepunkt / Haltestelle (Strecke außer Betrieb) | 218,06                          | Lugrin – Tour-Ronde                                        | 384 m                                                      |
| Tunnel (Strecke außer Betrieb) | 221,83                          | Tunnel des Croisettes (218 m)                              | Tunnel des Croisettes (218 m)                              |
| Haltepunkt / Haltestelle (Strecke außer Betrieb) | 222,85                          | Meillerie                                                  | 396 m                                                      |
| Tunnel (Strecke außer Betrieb) | 223,06                          | Tunnel de la Balme (806 m)                                 | Tunnel de la Balme (806 m)                                 |
| Brücke über Wasserlauf (Strecke außer Betrieb) | 225,52                          | Viaduc du Locum (14 m)                                     | Viaduc du Locum (14 m)                                     |
| Brücke über Wasserlauf (Strecke außer Betrieb) | 227,00                          | Viaduc du Trélon (40 m)                                    | Viaduc du Trélon (40 m)                                    |
| Haltepunkt / Haltestelle (Strecke außer Betrieb) | 228,92                          | Saint-Gingolph (Frankreich)                                | 394 m                                                      |
| |                                 |                                                            |                                                            |
| Grenze auf Brücke über Wasserlauf (Strecke außer Betrieb) | 229,36                          | Viaduc de la Morge (34 m); Staatsgrenze Frankreich–Schweiz | Viaduc de la Morge (34 m); Staatsgrenze Frankreich–Schweiz |
| |                                 |                                                            |                                                            |
| Haltepunkt / Haltestelle Strecke bis hier außer Betrieb |                                 | Saint-Gingolph (Schweiz)                                   | Saint-Gingolph (Schweiz)                                   |
| Strecke |                                 | nach Saint-Maurice                                         | nach Saint-Maurice                                         |

Die Bahnstrecke Léaz–Saint-Gingolph ist eine etwa 90 Kilometer lange normalspurige elektrifizierte Eisenbahnstrecke in den französischen Départements Ain und Haute-Savoie in der Region Auvergne-Rhône-Alpes und gehört dem staatlichen Schieneninfrastrukturunternehmen SNCF Réseau.
Die Bahn wird auf dem Abschnitt von Évian-les-Bains zur französisch-schweizerischen Grenze zusammen mit der anschließenden Bahnstrecke Saint-Gingolph–Saint-Maurice auch als „Tonkin-Linie“ bezeichnet. Der Name geht auf die Arbeiter zurück, die beim Bau der Tonkinbahn in Indochina eingesetzt wurden und dort ähnliche geologische Bedingungen vorgefunden hätten.

## Verlauf
Die Strecke zweigt in Léaz nahe Bellegarde-sur-Valserine von der Bahnstrecke Lyon–Genève ab und quert zunächst über den Viaduc de Longeray die Rhône. Südlich von dieser geht es nach Saint-Julien-en-Genevois. Die folgenden 25 Kilometer bis Machilly verläuft die Bahn dicht entlang der französisch-schweizerischen Staatsgrenze. Von dort aus führt die Bahn weiter nach Thonon-les-Bains am Genfersee. Am Südufer des Sees geht sie weiter über Évian-les-Bains zur Staatsgrenze bei Saint-Gingolph. Ihren Anschluss findet die Strecke in der Bahn nach Saint-Maurice.
In Annemasse treffen die Bahnstrecke Aix-les-Bains–Annemasse sowie die Bahnstrecke Genève–Annemasse aufeinander.

## Geschichte

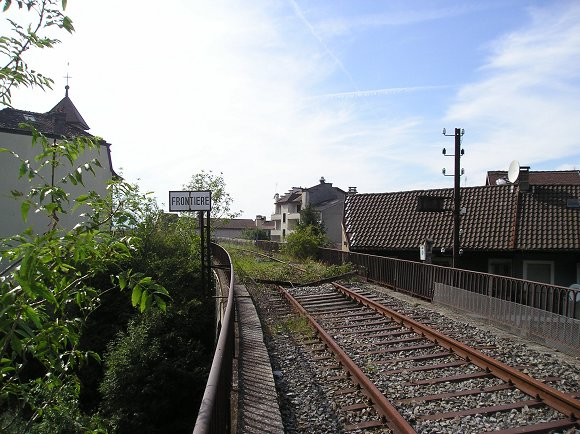
Französisch-schweizerische Grenze bei Saint-Gingolph (Blick Richtung Frankreich)

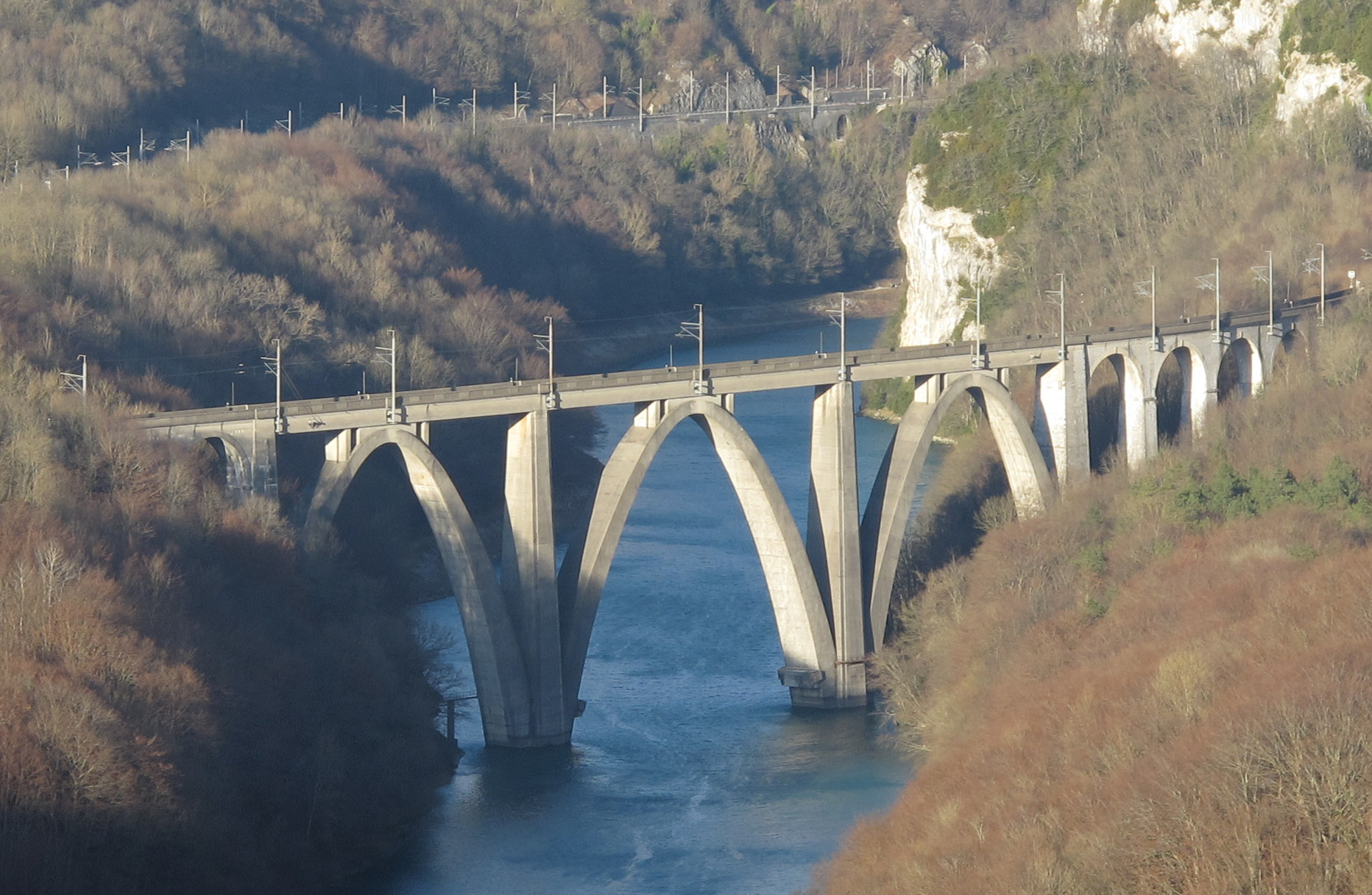
Viaduc de Longeray

Die Bahnstrecke wurde von der Compagnie Paris-Lyon-Méditerranée (PLM) gebaut und in drei Etappen eröffnet. Am 30. August 1880 wurde zunächst der Abschnitt vom Abzweigbahnhof Longeray–Léaz nach Thonon-les-Bains eröffnet. Am 1. Juni 1882 erfolgte die Fortführung der Bahn nach Évian-les-Bains. Die letzte Eröffnung betraf den Abschnitt von Évian-les-Bains zur Staatsgrenze bei Saint-Gingolph. Eine Übereinkunft zur Erstellung dieses Stücks wurde am 27. Februar 1882 von den Regierungen der beiden Ländern unterzeichnet, und die Strecke konnte am 1. Juni 1886 mit acht Monaten Verspätung eröffnet werden. Zeitgleich verlängerte die schweizerische Compagnie du Simplon ihre Strecke zur Grenze, so dass ab diesem Tag ein durchgängiger Betrieb möglich wurde.
Mit Verstaatlichung der PLM ging die Strecke zum 1. Januar 1938 in das Eigentum der französischen Staatsbahn SNCF über; am gleichen Tag wurde der Personenverkehr zwischen Évian-les-Bains und Saint-Gingolph im Wallis eingestellt. Der Güterverkehr hingegen lief weiter über die Grenze und wurde auch während des Zweiten Weltkrieges aufrechterhalten. Die Strecke war zu dieser Zeit somit die einzige offene Eisenbahnverbindung zwischen Frankreich und der Schweiz. Im ersten Nachkriegsjahr verkehrten auf der Bahn Sonderzüge des Roten Kreuzes mit ehemaligen Häftlingen und Futter nach Avignon und Sète.
Bis September 1972 wurde die Strecke mit Dampflokomotiven befahren, zuletzt vorrangig von den Maschinen des Typs 141 R. Danach erfolgte die Ablösung durch die elektrische Traktion. Die Arbeiten zur Elektrifizierung der Bahn mit 25 Kilovolt 50 Hertz Wechselstrom wurden ein Jahr zuvor begonnen. Im Winter 1972/73 verzeichneten die SNCF und die Zolldirektion Chambéry einen Warenumsatz von 20.000 Tonnen auf dem Abschnitt von Évian-les-Bains in Richtung Schweiz, wobei 19.000 Tonnen exportiert wurden.
Am 8. April 1979 sowie auf den Tag fünf Jahre später verkehrte jeweils ein Sonderzug auf dem im Personenverkehr nicht bedienten Abschnitt. Ab 1986 verkehrte bis 1998 ein touristischer Sonderzug, der Rive-Bleu-Express, auf der Strecke. Zwei Jahre nach Aufnahme seines Betriebs stellte die SNCF den Güterverkehr westlich von Évian-les-Bains ebenfalls ein. Mit Aufgabe des touristischen Verkehrs begann anschließend der langsame Verfall der Strecke. Der verbliebene, etwa 72 Kilometer lange Abschnitt gelangte mit der Ausgliederung der Schieneninfrastruktur der SNCF 1997 in den Besitz der RFF (seit 1. Januar 2015 SNCF Réseau).
Mit der Umstellung der Strecke zwischen Genf und Bellegarde von 1500 Volt Gleichspannung auf 25 Kilovolt Wechselspannung am 25. August 2014 ist die Systemtrennstelle beim Kilometer 140,34 überflüssig geworden.
Im Hinblick auf die Inbetriebnahme der Durchmesserlinie Bahnstrecke Genève–Annemasse (kurz CEVA) des S-Bahn-Systems Léman Express im Dezember 2019 wurde der Streckenabschnitt Annemasse–Évian-les-Bains durch SNCF Réseau umfangreich modernisiert. Unter anderem wurden Stellwerke an die künftigen Ansprüche angepasst, Bahnhöfe behindertengerecht ausgebaut und zusätzliche Abstellgleise in Évian-les-Bains erstellt.

## Zukunft
Nach der Einstellung des Verkehrs auf dem Abschnitt von Évian-les-Bains nach Saint-Gingolph verfolgten die lokalen Behörden zunächst die Umwandlung dieses rund 17 Kilometer langen Abschnittes in einen Fahrradwanderweg. 2007 wurde dann jedoch der Wiederaufbau der Strecke beschlossen. 2009 wurde die Finanzierung des Streckenausbaus gesichert, indem sich neben der Region Rhône-Alpes auch die Gemeinden der Chablais sowie die Schweizer Kantone Waadt und Wallis an den Kosten beteiligen werden. Eine Kosten-Nutzen-Analyse fiel zuvor positiv aus. 2011 wurden die Kosten auf 106 Millionen Euro veranschlagt und die Arbeiten für 2013 bis 2015 geplant, aber vorerst aufgrund der allgemeinen Finanzsituation nicht begonnen. Ein Verein, der sich für die Inbetriebnahme der Strecke Saint-Gingolph–Évian-les-Bains unter dem Namen RER Sud Léman einsetzt, peilt diese nun für 2023 an.
Der Kanton Wallis investierte 24 Millionen Franken für eine Modernisierung des Schweizer Abschnittes. Der Abschnitt ab Évian-les-Bains bis zur Grenze sollte mit dem Schweizer Signalsystem ausgerüstet werden.
Im Zusammenhang mit der direkten Verbindung zum Gare de Cornavin entstünde so ein Schienenweg von Genf nach Martigny, der den Umweg über Lausanne ausließe und die Fahrzeit in dieser Relation erheblich verkürzen könnte.

## Verkehr

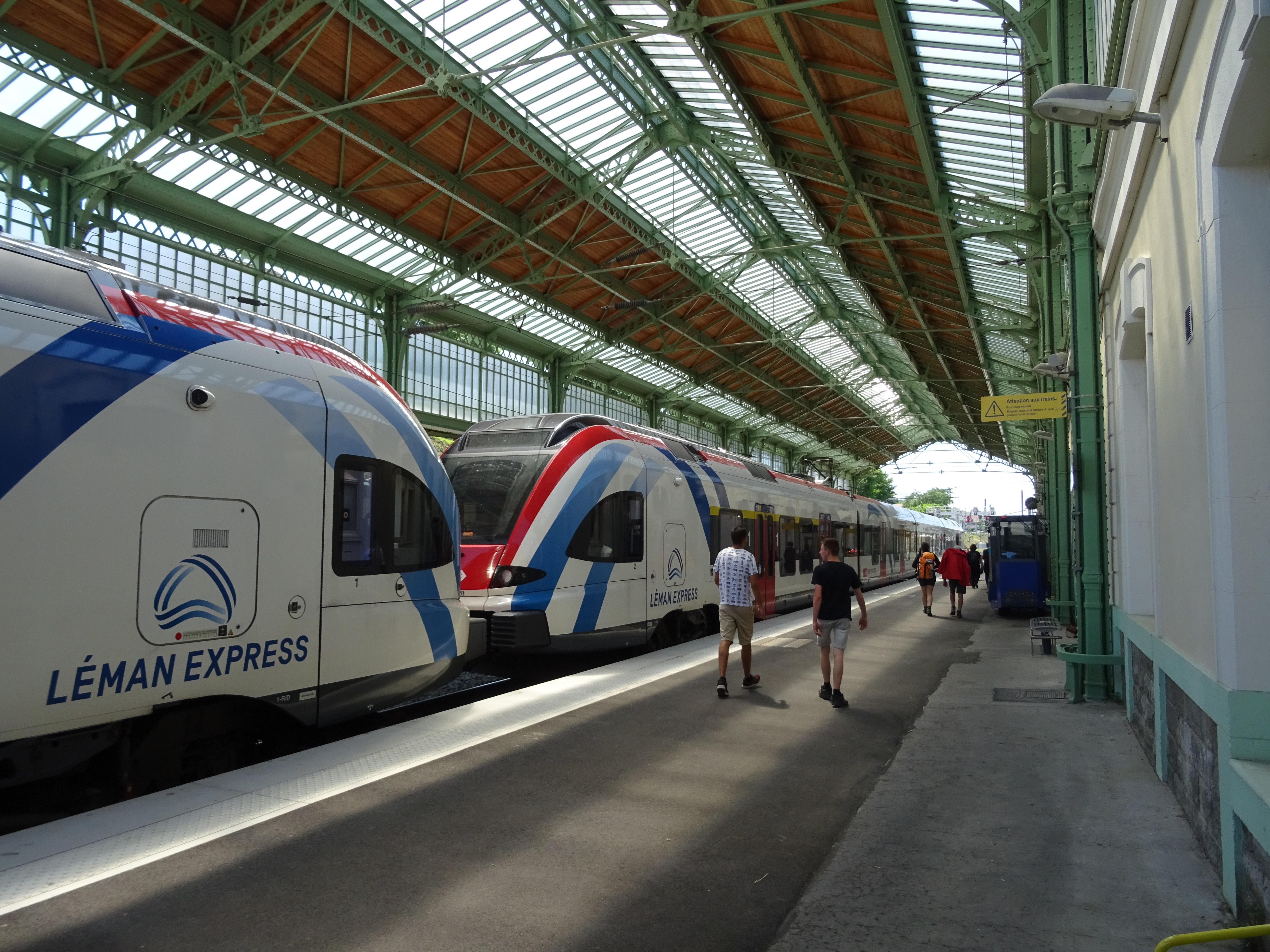
Léman-Express in Évian-les-Bains

Die Strecke wird bis Évian-les-Bains von den TER Auvergne-Rhône-Alpes-Zügen bedient. Seit dem 15. Dezember 2019 bestehen außerdem stündliche Direktverbindungen der Léman-Express-Linie L1 via Annemasse und Genf nach Coppet.
An den Wochenenden verbindet ein TGV Paris mit Annemasse. In der Wintersaison wird dieser über Thonon-les-Bains nach Évian-les-Bains verlängert. Ferner besteht in Annemasse ein Anschluss in Richtung Aix-les-Bains. Im Güterverkehr spielt vor allem der Transport des Evian-Mineralwassers eine wichtige Rolle.